# Победници европских првенстава у атлетици на отвореном — 110 метара препоне за мушкарце
Победници европских првенстава у атлетици на отвореном за мушкарце у дисциплини трка на 110 м препоне, која је на програму од првог Европског првенства на отвореном у Торину 1934. године, приказани су у следећој табели са постигнутим резултатима и билансом освојених медаља по државама у овој дисциплини. Резултати су исказани у секундама.

## Победници европских првенстава на отвореном
| Дисциплина             |                                     | Резултат      |                                                     | Резултат |                                     | Резултат |
| Торино 1934 детаљи     | Јожеф Ковач · Мађарска              | 14,8 РЕП      | Ервин Венгер · Немачка                              | 14,9     | Холгер Албрехтсен · Норвешка        | 15,0     |
| Париз 1938 детаљи      | Доналд Финли · Велика Британија     | 14,3 ЕР, РЕП  | Хокан Лидман · Шведска                              | 14,5     | Рајндерт Брасер · Холандија         | 14,8     |
| Осло 1946 детаљи       | Хокан Лидман · Шведска              | 14,6          | Пол Браекман · Белгија                              | 14,9     | Валне Сувивуо · Финска              | 15,0     |
| Брисел 1950 детаљи     | Андре-Жак Мари · Француска          | 14,6          | Рагнар Лундберг · Шведска                           | 14,7     | Питер Хилдрет · Велика Британија    | 15,0     |
| Берн 1954 детаљи       | Јевгени Буланчик · Совјетски Савез  | 14,4          | Џон Паркер · Велика Британија                       | 14,6     | Бертолд Штајнес · Западна Немачка   | 14,7     |
| Стокхолм 1958 детаљи   | Мартин Лауер · Западна Немачка      | 13,7 ЕР, РЕП  | Станко Лоргер · Југославија                         | 14,1     | Анатолиј Михајлов · Совјетски Савез | 14,4     |
| Београд 1962 детаљи    | Анатолиј Михајлов · Совјетски Савез | 13,8          | Ђовани Корначиа · Италија                           | 14,0     | Николај Березуцки · Совјетски Савез | 14,2     |
| Будимпешта 1966 детаљи | Еди Отоз · Италија                  | 13,7 =РЕП     | Хајнрих Јон · Западна Немачка                       | 14,0     | Марсел Дурије · Француска           | 14,0     |
| Атина 1969 детаљи      | Еди Отоз · Италија                  | 13,59 РЕП     | Дејвид Хемери · Велика Британија                    | 13,74    | Алан Паско · Велика Британија       | 13,94    |
| Хелсинки 1971 детаљи   | Франк Зибек · Источна Немачка       | 14,00         | Алан Паско · Велика Британија                       | 14,09    | Лубомир Неденичек · Чехословачка    | 14,31    |
| Рим 1974 детаљи        | Ги Дри · Француска                  | 13,40 РЕП     | Мирослав Водзински · Пољска                         | 13,67    | Лешек Водзински · Пољска            | 13,71    |
| Праг 1978 детаљи       | Томас Мункелт · Источна Немачка     | 13,54         | Јан Пусти · Пољска                                  | 13,55    | Арто Бригаре · Финска               | 13,56    |
| Атина 1982 детаљи      | Томас Мункелт · Источна Немачка     | 13,41         | Андреј Прокофјев · Совјетски Савез                  | 13,46    | Арто Бригаре · Финска               | 13,60    |
| Штутгарт 1986 детаљи   | Стефан Каристан · Француска         | 13,20 ЕР, РЕП | Арто Бригаре · Финска                               | 13,42    | Карлес Сала · Шпанија               | 13,50    |
| Сплит 1990 детаљи      | Колин Џексон · Велика Британија     | 13,18 РЕП     | Тони Џерет · Велика Британија                       | 13,21    | Дитмар Кошевски · Западна Немачка   | 13,50    |
| Хелсинки 1994 детаљи   | Колин Џексон · Велика Британија     | 13,08         | Флоријан Швартхоф · Немачка                         | 13,16    | Тони Џерет · Велика Британија       | 13,23    |
| Будимпешта 1998 детаљи | Колин Џексон · Велика Британија     | 13,02 РЕП     | Фалк Балцер · Немачка                               | 13,12    | Робин Корвинг · Холандија           | 13,20    |
| Минхен 2002. детаљи    | Колин Џексон · Велика Британија     | 13,11         | Станиславс Олијарс · Летонија                       | 13,22    | Артур Кохутек · Пољска              | 13,32    |
| Гетеборг 2006 детаљи   | Станиславс Олијарс · Летонија       | 13,24         | Фалк Балцер · Немачка                               | 13,46    | Енди Тарнер · Велика Британија      | 13,52    |
| Барселона 2010 детаљи  | Енди Тарнер · Велика Британија      | 13,28         | Гарфилд Даријен · Француска                         | 13,34    | Даниел Киш · Мађарска               | 13,39    |
| Хелсинки 2012 детаљи   | Сергеј Шубенков · Русија            | 13,16         | Гарфилд Даријен · Француска                         | 13,20    | Артур Нога · Пољска                 | 13,27    |
| Цирих 2014 детаљи      | Сергеј Шубенков · Русија            | 13,19         | Вилијам Шарман · Велика Британија                   | 13,27    | Паскал Мартино-Лагард · Француска   | 13,29    |
| Цирих 2016 детаљи      | Димири Баску · Француска            | 13,25         | Балаж Баји · Мађарска                               | 13,28    | Вилем Белосјан · Француска          | 13,33    |
| Берлин 2018 детаљи     | Паскал Мартино-Лагард · Француска   | 13,17         | Сергеј Шубенков · Ауторизовани неутрални атлетичари | 13,17    | Орландо Ортега · Шпанија            | 13,34    |
| Минхен 2022 детаљи     | Орландо Ортега · Шпанија            | 13,14         | Паскал Мартино-Лагард · Француска                   | 13,14    | Жист Кваоу-Матје · Француска        | 13,30    |
| Рим 2024 детаљи        | Лоренцо Симонели · Италија          | 13,05         | Енрике Љопис · Шпанија                              | 13,16    | Џејсон Џозеф · Швајцарска           | 13,43    |
| Бирмингем 2026         |                                     |               |                                                     |          |                                     |          |

###### Напомена
1. ↑  У полуфиналу Џексон је трчао 13,04 РЕП

## Биланс медаља
Стање после ЕП 2024.
| #   | Држава                            |    |    |    |    |
| --- | --------------------------------- | -- | -- | -- | -- |
| 1.  | Уједињено Краљевство              | 5  | 5  | 4  | 14 |
| 2.  | Француска                         | 5  | 3  | 3  | 11 |
| 3.  | Италија                           | 3  | 1  | 0  | 4  |
| 4.  | Источна Немачка                   | 3  | 0  | 0  | 3  |
| 5.  | Совјетски Савез                   | 2  | 1  | 2  | 5  |
| 6.  | Русија                            | 2  | 0  | 0  | 2  |
| 7.  | Западна Немачка                   | 1  | 1  | 2  | 4  |
| 7.  | Шпанија                           | 1  | 1  | 2  | 4  |
| 9.  | Мађарска                          | 1  | 1  | 1  | 3  |
| 10. | Шведска                           | 1  | 1  | 0  | 2  |
| 10. | Летонија                          | 1  | 1  | 0  | 2  |
| 12. | Немачка                           | 0  | 4  | 0  | 4  |
| 13. | Пољска                            | 0  | 2  | 3  | 5  |
| 14. | Финска                            | 0  | 1  | 3  | 4  |
| 15. | Белгија                           | 0  | 1  | 0  | 1  |
| 15. | Југославија                       | 0  | 1  | 0  | 1  |
| 15. | Ауторизовани неутрални атлетичари | 0  | 1  | 0  | 1  |
| 18. | Холандија                         | 0  | 0  | 2  | 2  |
| 19. | Норвешка                          | 0  | 0  | 1  | 1  |
| 19. | Чехословачка                      | 0  | 0  | 1  | 1  |
| 19. | Швајцарска                        | 0  | 0  | 1  | 1  |
|     | Укупно 21 земља                   | 25 | 25 | 25 | 75 |